# Бауринг, Левин Бентам
Левин Бентам Бауринг (Боуринг) (1824—1910) — британский государственный служащий в Индии, который служил комиссионером в Майсуре между 1862 и 1870 годами. Он также был писателем.

## Семья
Был вторым сыном сэра Джона Бауринга (1792—1872) из Эксетера (Девон), губернатора Гонконга. Брат Джона Чарльза Бауринга и Эдгара Альфреда Бауринга.

## Карьера
Бауринг поступил на государственную службу в Бенгалии в 1843 году. В 1847 году он стал помощником резидента в Лахоре, а затем вступил в комиссию Пенджаба. С 1858 по 1862 год он был личным секретарём вице-короля Индии лорда Каннинга.
Бауринг служил главным комиссионером Майсура с 1862 по 1870 год. Его служба пришлась на период между 1831 и 1881 годами, когда махараджа Майсура был отстранён от управления своим государством британским раджем, и Майсур перешёл под управление Комиссии Майсура. Институт Бауринга в Бангалоре, который был основан Льюисом Райсом в 1868 году, назван в его честь.
В последний год своего пребывания в должности Бауринг также был первым главным комиссионером Кодагу. В 1867 году он был награждён званием кавалера-компаньона Ордена Звезды Индии (CSI). Он ушёл с индийской гражданской службы в 1870 году и в том же году вернулся в Англию.

## Писатель
Уйдя со службы, Бауринг начал писать. Он является автором книги «Хайдар Али и Типу Султан и борьба с мусульманскими державами юга», которая была опубликована в 1893 году для серии «Правители Индии». Бауринг также отредактировал заметки своего отца и опубликовал в 1877 году «Автобиографические воспоминания сэра Джона Бауринга».

### Комментарии
1. ↑  Сразу после аннексии и до 1858 года Пенджаб был частью Бенгальского президентства, после чего стал отдельной провинцией под управлением вице-губернатора.